# Pirates of the Caribbean: Dead Man's Chest (computerspel)
Pirates of the Caribbean: Dead Man's Chest is een computerspel gebaseerd op de gelijknamige film. Het spel is ontwikkeld door Griptonite Games en Amaze Entertainment voor de Game Boy Advance, Nintendo DS en PSP.
Het spel is een avonturenspel dat de gebeurtenissen uit de film volgt en ook nieuwe interactieve elementen toevoegt die niet in de film voorkomen.

## Speelwijze
Het spel gebruikt elementen van een computer Role Playing Game waarin Jack Sparrow en de Black Pearl aangepast kunnen worden.
Dead Man's Chest speelt zich af op zowel land als zee. Op het land moet de speler vijanden verslaan en schatten of bondgenoten zoeken. Voorwerpen, geruchten en versterkingen voor een boot kunnen worden gekocht in de steden. Op de zee moet de speler van eiland naar eiland reizen om de verhaallijn uit de film te volgen of om de wereld te ontdekken.
Zeegevechten kunnen plaatsvinden indien de Black Pearl naar andere boten vaart. Tijdens deze zeeslagen worden de kanonnen afgevuurd om schade te veroorzaken bij de vijandelijke schepen, wanneer zo'n schip voldoende beschadigd is kan de speler het enteren en plunderen voor voedsel en schatten.

## Bespeelbare personages
- Jack Sparrow-Normale kleding, Tribal Outfit
- Will Turner-Normale kleding, Bruilofts kleding
- Elizabeth Swann-Trouwjurk, Rode Jurk (eerste film), en vermomming
- Mortician
- Lord Cutler Beckett
- Kanibalenkrijger
- Voodoopop
- Piratenkapitein
- James Norrington